# 494 (numero)
Quattrocentonovantaquattro (494) è il numero naturale dopo il 493 e prima del 495.

## Proprietà matematiche
- È un numero pari.
- È un numero composto con i seguenti 8 divisori: 1, 2, 13, 19, 26, 38, 247, 494. Poiché la somma dei suoi divisori (escluso il numero stesso) è 346 < 494, è un numero difettivo.
- È un numero sfenico.
- È un numero palindromo nel sistema numerico decimale, nel sistema di numerazione posizionale a base 17 (1C1) e in quello a base 25 (JJ). In quest'ultima base è altresì un numero a cifra ripetuta.
- È un numero ondulante nel sistema posizionale a base 5 (3434), nel sistema decimale e in quello a base 17.
- È un numero nontotiente (per cui la equazione φ(x) = n non ha soluzione).
- È un numero congruente.
- È parte delle terne pitagoriche: (190, 456, 494), (192, 494, 530), (494, 3192, 3230), (494, 4680, 4706), (494, 61008, 61010).
- È un numero odioso.
- È un numero intero privo di quadrati.

## Astronomia
- 494 Virtus è un asteroide della fascia principale del sistema solare.
- NGC 494 è una galassia spirale della costellazione dei Pesci.

## Astronautica
- Cosmos 494 è un satellite artificiale russo.